# Saison 2014 de l'équipe cycliste Aguardiente Antioqueño-IDEA-Lotería de Medellín
La saison 2014 de l'équipe cycliste Aguardiente Antioqueño-Lotería de Medellín est la vingt-deuxième de cette équipe colombienne, lancée le 2 février 1993. Pour la deuxième année consécutive, l'équipe dispute la saison 2014 au plus haut niveau amateur colombien. Le titre national du contre-la-montre Espoir, obtenu par Carlos Mario Ramírez et la première place au Tour du Guatemala, décrochée par Alex Cano sont les deux victoires les plus importantes de l'année.

## Avant-saison

### Sponsors de l'équipe
Le club de cyclisme Orgullo Antioqueño (ou Orgullo Paisa) est patronné par le gouvernement du département (Gobernación de Antioquia) et diverses entités ou entreprises publiques départementales. Indeportes Antioquia ou Instituto Departamental de Deportes de Antioquia est un établissement public départemental qui régit le sport et l'éducation physique dans le département d'Antioquia. IDEA ou Instituto para el Desarrollo de Antioquia est une entité décentralisée qui aide à la gestion et au financement de projets de développement dans les municipalités du département d'Antioquia. La Fábrica de Licores de Antioquia (es) (FLA) est une entreprise gouvernementale de boissons alcoolisées (dont l'eau de vie Aguardiente Antioqueño est le produit phare). Tandis que la Lotería de Medellín (es) est un établissement public départemental de loterie.

### Engagement
L'équipe annonce lors de sa présentation officielle, le 6 mars 2014, avoir signé la charte pour un cyclisme éthique (Por un Ciclismo Ético), établit un peu sur le modèle du Mouvement pour un cyclisme crédible (MPCC). Avec l'aval de la fédération colombienne, trois équipes (les formations 4-72 Colombia et GW Shimano sont également partie prenante) s'engagent à respecter scrupuleusement le code éthique édicté par la fédération internationale et l'Agence mondiale antidopage, à mettre en place un système de régulation interne aux équipes et de suspendre un membre en cas de suspicion de non-respect de ces règles (et la rupture du contrat, si les faits sont avérés).
Cet engagement entraîne un coût pour la formation de cent millions de pesos dont 60 à 70 % pour payer les analyses médicales des coureurs durant l'année. Dès le début de saison, Carlos Ospina fait les frais de cette nouvelle rigueur affichée. La formation exclut le coureur après des examens dans un laboratoire indépendant (respectant ainsi la charte signée), à la suite d'un contrôle antidopage positif effectué, lors de la première course à étapes de l'année, la Vuelta al Tolima. Selon les dirigeants, il a enfreint le nouveau code éthique pour avoir utilisé des médicaments sans demander l'autorisation aux médecins de l'équipe.

### Arrivées et départs
Début décembre 2013, le club de cyclisme Orgullo Antioqueño communique l'effectif des deux équipes engagées. Annoncée comme une volonté de la direction technique, la formation Élite subit peu de changement, lors des transferts de l'inter-saison, si ce n'est la perte de Rafael Infantino, qui retourne chez les rivaux EPM - UNE, et celle d'Isaac Bolívar parti vers l'équipe continentale professionnelle américaine UnitedHealthcare. Seul le jeune José Tito Hernández vient renforcer le club, dans la catégorie Espoir.
Un ultime transfert, alors que la saison est déjà entamée, est annoncé lors de la présentation de l'équipe. L'équipe World Tour AG2R La Mondiale recrute le jeune Eduardo Estrada, quintuple champion panaméricain junior. Il intègre le club filial Chambéry CF à la fin mars. À la suite du départ d'Estrada vers l'Europe, Jhon Anderson Rodríguez est incorporé dans l'équipe Espoir. Âgé de moins de dix-huit ans, champion de Colombie junior du contre-la-montre et deuxième de la Vuelta al Futuro (le Tour de Colombie de sa catégorie d'âge), il est promu des rangs juniors du club, après sa dernière victoire à Caramanta, dans le sud-est du département (es).
| Arrivée                 | Équipe 2013                   |
| ----------------------- | ----------------------------- |
| José Tito Hernández     | GW Shimano - Envía - Gatorade |
| Jhon Anderson Rodríguez | Orgullo Antioqueño            |

| Départ           | Équipe 2014                |
| ---------------- | -------------------------- |
| Isaac Bolívar    | UnitedHealthcare           |
| Eduardo Estrada  | Chambéry CF                |
| Rafael Infantino | EPM-UNE-Área Metropolitana |

### Matériel
Pour le début de la saison, les coureurs reçoivent de nouveau maillots, confectionnés par la marque de vêtements de cyclisme "Suárez".
En ce qui concerne le reste du matériel, la formation reste fidèle aux produits des entreprises spécialisées comme les lunettes Oakley, les casques Garneau, les pneumatiques Maxxis et les selles Prologo. Pour les bicyclettes, cette année encore, l'équipe fait confiance à l'enseigne taïwanaise de cycles Giant, elle offre à son leader Alex Cano, un nouveau vélo de contre-la-montre, le Giant Trinity.
Pour cette saison, la direction effectue la restructuration de l'atelier de mécanique, les locaux sont ainsi plus spacieux et plus moderne. Deux nouveaux mécaniciens ont été également embauchés.

### Programme et perspectives pour la saison
Dans les derniers jours de l'année 2013, le directeur technique Gabriel Jaime Vélez dresse un bilan de la saison écoulée et se projette vers la suivante. Il espère que celle-ci sera dans le même ton que la précédente. Il veut que ses coureurs soient compétitifs dans chaque épreuve qu'ils disputent et qu'ils aillent chercher la victoire dans le Tour de Colombie et le Clásico RCN. Le programme de l'année 2014 est élaboré pour arriver le mieux préparer possible à ces deux dates majeures du calendrier national colombien. Vélez assure avoir une équipe bien structurée et suffisamment puissante pour atteindre son objectif. Les équipes du club commenceront leur saison à la Vuelta al Tolima.
Chez les Espoirs, la nouvelle recrue José Tito Hernández, déjà vainqueur de Tour de Colombie dans les différentes catégories d'âge, espère s'imposer dans la Vuelta de la Juventud (le Tour de Colombie des moins de 23 ans) et s'illustrer dans le championnat de Colombie Espoirs.

## Déroulement de la saison

### Premier semestre
Début février, les dix-neuf coureurs du club effectuent une concentration à Guatapé. Le directeur technique Gabriel Jaime Vélez se fixe comme objectif de créer de la cohésion au sein du groupe, ensemble pour la première fois de l'année, tout en continuant de parfaire la condition physique.
Lors de la première course par étapes du calendrier national colombien, la Vuelta al Tolima, le programme Orgullo Paisa déplace deux formations. L'équipe Élite termine troisième et les moins de 23 ans finissent sixièmes. En individuel, l'Espoir Carlos Ramírez achève l'épreuve, également, sixième et premier d'entre eux, dans le même temps que le vétéran Juan Diego Ramírez, tandis qu'aucun classement annexe ne vient enjoliver les résultats.
Dans le but de trouver la forme, Alex Cano et Juan Diego Ramírez s'alignent au départ de la Clásica de Cómbita. Ils sont accompagnés d'Hernán Darío Muñoz, directeur technique assistant et d'un masseur. Ramírez termine quatrième, après avoir fait partie de la bonne échappée, le second jour.
Le 6 mars, l'équipe Orgullo Antioqueño est présentée officiellement dans une des caves de la Fábrica de Licores de Antioquia (es) (un des sponsors de la formation). En la présence du gouverneur du département Sergio Fajardo défilent de jeunes coureurs du programme de développement des sous-régions d'Antioquia (es), des membres des trois équipes (avec les formations 4-72 Colombia et GW Shimano) ayant signé la charte pour un cyclisme éthique (Por un Ciclismo Ético), puis, enfin, les coureurs de l'équipe. Il est annoncé, officiellement, le départ d'Eduardo Estrada, pour Chambéry CF, club filial de l'équipe AG2R La Mondiale. Après un rapide discours de remerciement du manager Santiago Botero, Sergio Fajardo reçoit le maillot de l'équipe des mains du chef de file de la formation Alex Cano puis exprime son soutien à l'équipe et l'appui du département et des entreprises départementales.
Après une longue interruption du calendrier, le club envoie deux formations disputer la deuxième édition de la Vuelta a Sucre. Devant une faible opposition, l'équipe Élite domine la course en remportant toutes les étapes, en accaparant les cinq premières places du classement général individuel et en dominant le classement par équipes. Mauricio Ortega, déjà vainqueur de la première étape de la Vuelta al Tolima, s'impose au classement général, en dominant le contre-la-montre. La dernière étape est remportée par Alex Cano et les deux autres par Jairo Salas, qui s'octroie en outre le classement des étapes volantes. Les Espoirs terminent deuxième formation et Jáder Betancur (d) , sixième, est sacré meilleur de sa catégorie.
Deux jours plus tard, les forces en présence sont d'un niveau supérieur. Les EPM - UNE dominent totalement les classements de la Clásica de Anapoima, qui échappent ainsi aux équipes de l'Orgullo Paisa. Rafael Montiel finit à la quatrième place et la formation Élite troisième équipe de la compétition.
Lors de week-end sans compétition et ce pour garder le contact avec leurs fans ou simples pratiquants du vélo, le club envoie ses coureurs côtoyer les cyclo-sportifs lors de grand rassemblement comme la Ruta Colombia Gran Fondo Series, où plus de mille personnes se sont donné rendez-vous.
Début avril, les deux équipes du club participent à l'épreuve suivante du calendrier national, la Vuelta al Valle del Cauca. À peine âgé de dix-neuf ans, l'Espoir Carlos Mario Ramírez termine à la deuxième place finale et comme à la Vuelta al Tolima, meilleur d'entre eux. Place qu'il obtient grâce à son bon contre-la-montre. Même si aucune victoire d'étape ne vient étoffer ce résultat, le bilan n'est pas négatif, avec trois classements annexes remportés (Carlos Ramírez meilleur Espoir, Rafael Montiel meilleur grimpeur et Jairo Salas meilleur sprinteur de l'épreuve).
La semaine suivante ont lieu les Championnats de Colombie sur route. Malgré de nombreux dysfonctionnements dans l'organisation, Carlos Ramírez justifie son statut de favori, en devenant champion de Colombie Espoir du contre-la-montre. Deux autres coureurs de moins de 23 ans participent à l'épreuve sous les couleurs de la ligue cycliste d'Antioquia. Mais Brayan Sánchez et José Tito Hernández n'entrent pas dans les dix premiers du classement, en terminant à, respectivement, 4 min 29 s et 4 min 55 s de leur coéquipier.
Puis c'est au tour des Élites de disputer leur compétition. Quatre hommes de la formation sont au départ (deux sous le maillot de l'équipe, deux sous celui de la ligue), mais aucun ne se hisse sur le podium. Jaime Suaza termine au pied de celui-ci, à la quatrième place. Tandis que Mauricio Ardila, en finissant huitième, est le second de l'équipe à se classer dans les dix premiers.
Auparavant, en début de journée, les féminines avaient ouvert les championnats. Malgré son âge, la quadragénaire María Luisa Calle, licenciée au club de cyclisme Orgullo Antioqueño, avait obtenu une nouvelle médaille, en terminant deuxième, à une vingtaine de secondes du titre.
La course en ligne Espoir a lieu le lendemain. Les membres de la formation manque la bonne échappée et pour trois secondes ratent la troisième place. Deux d'entre eux font partie du petit groupe qui se dispute la médaille de bronze, qui échoue au cou de Hernando Bohórquez. Jhonatan Ospina finit quatrième et Jáder Betancur, septième. Un dernier s'immisce, également, dans le Top ten, César Villegas, huitième.
Le samedi 12, les championnats se terminent par la course en ligne Élite. Après une multitude de tentatives, dans le sixième tour, un groupe de quatorze réussit à s'échapper. Mauricio Ardila en fait partie mais est exclu de la course au titre, lorsque Winner Anacona relance le rythme, à moins de deux tours de l'arrivée. Il pointe néanmoins au dixième rang final, quelques secondes devant le peloton, qui achève l'épreuve au sprint. Seul Carlos Urán est plus rapide que Jairo Salas, qui se classe donc douzième.
Douze jours plus tard, Alex Cano est à la tête de sa formation au départ de la Clásica “José María Córdova” de Rionegro. En raison d'un virus, il avait dû renoncer à la Vuelta al Valle et surtout à l'épreuve du contre-la-montre des Championnats de Colombie, pour laquelle, il s'était particulièrement préparé. Deux équipes sont alignées. Les Élites subissent, une fois encore, la domination d'Óscar Sevilla et des EPM-UNE. Bien que cinq coureurs se classent dans les dix premiers au classement général, le premier d'entre eux, Alex Cano, n'est que quatrième. Tandis que les Espoirs, eux, sont surclassés par les moins de 23 ans de l'équipe Coldeportes-Claro. Néanmoins Alejandro Ramírez, en outre de sa cinquième place finale, obtient un satisfecit avec le classement du meilleur grimpeur.
Le 1er mai, César Villegas inaugure son palmarès 2014, en s'imposant dans une épreuve hors-calendrier national, la Clásica Ciclística Alcaldía de Supía. Deux de ses coéquipiers terminent également dans les cinq premiers.
L'épreuve suivante du calendrier national est la Vuelta a Antioquia, dix hommes (dont deux Espoirs) sont au départ. La première étape voit le leader de la formation, Alex Cano s'imposer à Yarumal. Il dispose au sprint, dans sa ville natale, d'Óscar Sevilla et de Didier Sastoque. Bien qu'il perde la première place du classement dès le lendemain à la suite de l'échappée victorieuse de Camilo Gómez et de Rafael Infantino, Alex Cano se maintient sur le podium final, notamment grâce à sa deuxième place dans la cronoescalada (contre-la-montre en côte) du quatrième jour. Non seulement, Cano remporte le trophée des grimpeurs, mais la formation termine, aussi, deuxième du classement par équipes. De plus, deux membres de la formation s'imposent dans une étape, Juan Diego Ramírez gagne en solitaire à Santa Rosa de Osos tandis que Jairo Salas dispose du peloton, au sprint, le dernier jour.
Aux mêmes dates se déroulent au Mexique, les Championnats panaméricains de cyclisme sur route, deux hommes du club y sont sélectionnés : le récent champion de Colombie Espoir du contre-la-montre, Carlos Ramírez et l'ancien champion de Colombie, catégorie Élite, Óscar Álvarez. Autant Álvarez ne réussit pas de grands championnats, en abandonnant la course en ligne Élite, autant Ramírez se distingue. Il obtient la médaille de bronze lors du contre-la-montre Espoir. Il échoue, cependant, de sept secondes pour la place de dauphin. En retard de 3 s 5 sur le vainqueur sortant, le Chilien José Luis Rodríguez, après deux tours, il obtient la médaille de bronze pour un peu plus d'une seconde. Ramírez, en réalisant, 11 min 58 s, ne pointaient qu'au sixième rang provisoire, au bout de dix kilomètres. Puis il participe au festival colombien dans la course en ligne. Cinq Colombiens finissent, en effet, aux cinq premières places dont Ramírez, cinquième.
À la suite de la modification du parcours de la Vuelta de la Juventud (le Tour de Colombie des moins de 23 ans) qui se déroule en juin dans les départements de Boyacá et Cundinamarca, la formation Espoir de l'Orgullo Antioqueño opère, à la mi-mai, une concentration à La Unión, dans l'ouest du département (es) d'Antioquia. Avant de disputer la Clásica El Carmen de Viboral, la semaine suivante, le directeur technique préfère aguerrir ses jeunes coureurs, en vue d'affronter le tracé exigeant et l'altitude élevée de Boyacá.
Dans la Clásica de El Carmen de Viboral, la victoire dans le classement général individuel se dérobe, encore une fois. Pourtant, trois coureurs antioqueños terminent dans les quatre premiers. Même si la formation Élite remporte pour trois secondes le classement par équipes face aux EPM-UNE, ce sont les membres de la formation Espoir qui se distinguent. Ainsi les plus en vue sont César Villegas et Jáder Betancur. Villegas s'impose dans la deuxième étape et garde le maillot de leader jusqu'au contre-la-montre de clôture, qui le fait régresser à la deuxième place. Il devance Alex Cano et Rafael Montiel. Tandis que Betancur gagne la troisième étape et le classement des étapes volantes ; Villegas terminant, également, premier des moins de 23 ans.
Puis c'est au tour de la Vuelta de la Juventud de focaliser l'attention du monde cycliste colombien. Épreuve la plus importante du calendrier national Espoir, le Tour de Colombie des moins de 23 ans voit la formation Aguardiente Antioqueño - IDEA - Lotería de Medellín s'imposer dans le classement par équipes et rafler deux autres classements annexes, celui de la régularité par César Villegas et celui de la montagne par Brayan Sánchez. Cependant César Villegas, pourtant tenant du titre, ne peut conserver son bien, diminué par des petits problèmes de santé. Il termine premier de son équipe mais à la quatrième place, à 2 min 47 s du vainqueur Miguel Ángel López. Perdant plus de deux minutes sur celui-ci dans le contre-la-montre de la troisième étape, il ne peut renverser la situation dans l'étape reine se déroulant le lendemain. López en s'y imposant lui reprend encore quarante-cinq secondes ; Villegas passant toutefois de la dixième à la quatrième place du classement. Alejandro Ceballos, à peine vingt ans, remporte dans la cinquième, la seule étape gagnée par sa formation, à l'issue d'une échappée en duo avec son coéquipier Jáder Betancur.

### Deuxième semestre
L'équipe Orgullo Antioqueño, patronnée par Aguardiente Antioqueño, IDEA, Lotería de Medellín et Indeportes Antioquia reprend la compétition, début juillet, dans le département de Cundinamarca, lors de la traditionnelle Clásica de Fusagasugá. Après la fin des compétitions du premier semestre, s'achève une longue phase de préparation pour les deux principaux objectifs de la formation, le Tour de Colombie et le Clásico RCN. En effet, cette année, en raison de la Coupe du monde, le second semestre du calendrier national colombien concentre les deux courses les plus importantes de l'année cycliste. La formation présente à Fusagasugá, ressemble à l'équipe qui sera au départ du Tour de Colombie. Elle se déplace sans ses rouleurs car comme le Tour national, l'épreuve cundinamarquesa est particulièrement accidentée.
La Clásica de Fusagasugá n'infirme pas l'impression des premiers mois de compétition. Óscar Sevilla et son équipe dominent toujours. Seul Mauricio Ortega réussit à suivre le coureur espagnol dans la deuxième étape. Il s'impose au sommet de l'Alto del Romeral, devant Sevilla qui ne lui dispute pas la victoire. Malgré la perte d'une place au classement, le dernier jour, Ortega termine sur le podium final de la course. Ce dernier est l'unique membre de sa formation à terminer dans les quinze premiers. Aucune victoire dans un classement annexe ne vient contrebalancer la domination des EPM-UNE.
Entre deux épreuves du calendrier national, quelques Espoirs disputent la Clásica de Girardota. Sur les douze kilomètres d'ascension que constituent l'épreuve, Juan Guillermo Montoya (d)  prend le dessus sur Stiber Ortiz et son coéquipier Brayan Sánchez.
La dernière épreuve que dispute la formation avant le Tour de Colombie est la Clásica de Girardot. En l'absence des EPM-UNE, les Antioqueños dominent la course. Quatre membres du club terminent dans les cinq premiers. Mauricio Ortega conserve son titre, acquis l'année précédente. Présent dans la bonne échappée de la deuxième étape, il prend le meilleur à l'issue du contre-la-montre, que son coéquipier Carlos Ramírez remporte. Pour ce dernier, il s'agit de son premier succès chez les Élites, alors qu'il n'a pas encore vingt ans. De plus, Mauricio Ardila remporte la troisième étape en menant à bien une échappée. Tandis que Jáder Betancur s'impose le dernier jour et s'empare des classements des moins de 23 ans et de la régularité. Alors que Jairo Salas gagne celui des étapes volantes et que la formation remporte le classement par équipes.
Puis au mois d'août arrive la course la plus importante du calendrier national, le Tour de Colombie. La sélection de neuf coureurs comprend Alex Cano et Mauricio Ortega, sur le podium en 2013 et désignés comme leaders de l'équipe. Ils sont entourés d'hommes d'expérience (comme Jairo Salas, tenant du classement des étapes volantes), combiné à la jeunesse de Jáder Betancur, unique moins de 23 ans. Gabriel Jaime Vélez, le directeur technique de la formation, est persuadé d'avoir l'effectif pour disputer le titre à Óscar Sevilla, vainqueur l'année précédente et grand favori,. Ce dont rêve Alex Cano. Ce dernier et Ortega sont nommés dans la liste des rivaux potentiels de Sevilla, par l'Espagnol lui-même et par nombre d'observateurs,.
En ne terminant qu'à la sixième place, les coureurs perdent vingt secondes dès la première étape, disputée en contre-la-montre par équipes. Le troisième jour, Rafael Montiel s'immisce dans une échappée au long cours, qui lui permet de s'installer au deuxième rang de la course. Il garde cette position jusqu'à la huitième étape, où il est définitivement éjecté du podium (il terminera cette Vuelta à la dix-neuvième place.). Ce jour-là, Alex Cano chute et se blesse au genou. Il perd quarante-cinq secondes sur Sevilla, alors qu'il n'en avait perdu que cinquante depuis le début. Le lendemain, Cano abandonne. Tandis qu'au gré des cassures dans le peloton leader et des secondes de bonification engrangées par Sevilla, Mauricio Ortega se trouve à 1 min 37 s du favori, au matin de l'avant-dernière étape, une cronoescalada, un contre-la-montre en côte, sur les hauteurs de Medellín, où il efface une partie de son retard. Cependant il échoue au pied du podium, à la quatrième place, à quinze secondes de la troisième marche. Le dernier jour, Jairo Salas réussit à déjouer les plans de l'équipe italienne Area Zero Pro Team, en devançant deux de ses membres, dans le sprint massif qui clôt cette 64e édition du Tour de Colombie.
Le bilan est moins bon que pour l'année précédente : une seule victoire d'étape contre cinq en 2013, un seul coureur dans les dix premiers contre trois lors de la 63e édition (et pas de podium) ; deux classements annexes contre aucun cette année (Ortega deuxième du trophée des grimpeurs et l'équipe finissant huitième).
À la fin août, deux coureurs du club participent aux championnats de Colombie de cyclisme sur piste. Si Jairo Salas ne monte pas sur les podiums, il n'en va pas de même pour Brayan Sánchez, membre de l'équipe de poursuite de son département. La sélection d'Antioquia, composée de ce dernier, d'Arles Castro, de Kevin Ríos et de Jhonatan Restrepo, s'impose en finale, avec plus de six secondes d'avance sur la formation de Bogota. Tandis que Salas termine quatrième de la course aux points, où Sánchez échoue à la neuvième place.
Début septembre, une sélection de coureurs Élite participe à la Vuelta Marco Fidel Suárez avec l'intention de conserver le titre, acquis l'année précédente par Mauricio Ortega et de se préparer pour le Clásico RCN. Une formation Espoir, composée avec quelques membres de l'équipe junior du club Indeportes Antioquia la Más Educada, est aussi au départ. La formation antioqueña domine la compétition avec quatre coureurs dans les huit premiers au classement général final, ainsi que le gain de deux classements annexes, celui par équipes, et celui des sprints avec Jhonatan Ospina. Présent dans la bonne échappée du premier jour, Mauricio Ardila prend la tête du classement général lors de la troisième étape. Deux jours plus tard, il reste le seul des échappés de la première étape à résister aux autres concurrents pour remporter son premier titre général depuis neuf ans. Son coéquipier Jairo Salas dispose, quant à lui, du peloton dans le sprint qui clôt l'épreuve.
Une semaine plus tard, Alex Cano reprend la compétition, après sa chute qui l'avait contraint à l'abandon, lors du dernier Tour de Colombie. Il se présente au départ de la Vuelta a Boyacá, en compagnie, notamment, de son cousin Mauricio Ardila, vainqueur trois jours plus tôt à Bello et de Carlos Ramírez, choisi pour disputer le Tour de l'Avenir, avec la sélection nationale de Colombie. Cependant, malgré l'absence des EPM - UNE, les résultats ne sont pas identiques. Cano est le seul de la formation à terminer dans les dix premiers (à la huitième place seulement). De plus, aucune victoire dans un classement annexe ne vient relever le bilan. Et ce ne sont pas les victoires d'étape, les deux derniers jours, qui peuvent le masquer. Alex Cano gagne avec quelques millimètres d'avance à Villa de Leyva, alors que Mauricio Ardila s'impose en solitaire, le lendemain.
À la même date, se déroulent, au Mexique, les championnats panaméricains de cyclisme sur piste. Brayan Sánchez, avec deux des trois autres éléments de l'équipe de poursuite d'Antioquia, championne de Colombie quinze jours plus tôt, est sélectionné pour représenter la fédération nationale. La formation, non seulement, devient championne panaméricaine de la spécialité, mais bat le record continental, en établissant une nouvelle marque, 3 min 57 s 889.
Quelques jours avant le départ du Clásico RCN, sept coureurs du club disputent la Clásica de Marinilla. La délégation est emmenée par Rafael Montiel, vainqueur 2013 et par Mauricio Ortega, quatrième du dernier Tour de Colombie. Le premier jour, Óscar Álvarez remporte sa première victoire de la saison, en s'imposant face à ses compagnons d'échappée. Le lendemain, dans le contre-la-montre, Rafael Montiel dispose de la concurrence et s'installe en tête du général. Il devance son coéquipier Tito Hernández. Ce classement n'est en rien modifié par la dernière étape. Montiel conserve son trophée et Hernández assortit sa place de dauphin des titres de meilleur Espoir et de meilleur grimpeur.
Entre ces deux courses à étapes, des membres du club sont sélectionnés pour les championnats du monde. Déjà présent dans la sélection nationale pour le Tour de l'Avenir (qu'il termine sans résultats probants), Carlos Ramírez est de nouveau convoqué. Souffrant d'un refroidissement, il termine trente-neuvième du contre-la-montre Espoir, et dans les profondeurs du classement, la course en ligne. Par contre, un jeune du club, Jaime Restrepo (d) , se distingue, lui, en finissant dans les dix premiers (neuvième du contre-la-montre junior).
Puis vient le deuxième évènement le plus important de la saison cycliste colombienne, le Clásico RCN. Les dix coureurs engagés sont emmenés par leurs chefs de file, Alex Cano, deuxième du Clásico RCN 2012 et Mauricio Ortega, vainqueur de l'épreuve en 2009 (es). La formation est renforcée par la présence de Daniel Jaramillo, prêté pour l'occasion par son équipe américaine Jamis-Hagens Berman. Pour Jaramillo, c'est un retour dans le club qui lui avait permis de remporter la Vuelta de la Juventud 2011. Cano présente son équipe comme à l'aise sur tous les terrains, avec Jairo Salas pour les arrivées au sprint et des baroudeurs comme Mauricio Ardila, Rafael Montiel ou Daniel Jaramillo, sur qui il compte beaucoup. L'Orgullo Antioqueño possède aussi des gregarii qui connaissent parfaitement leur travail. Alex Cano est pour les observateurs un des vainqueurs potentiels,.
Comme le pensait Mauricio Ortega, la course commence véritablement le 1er octobre, avec les premières montagnes. Auparavant, l'épreuve s'était cantonnée à une bataille de sprinters. Jairo Salas ne put se distinguer que lors de la cinquième étape où il termine deuxième derrière Cristian Tamayo. Cependant, il engrange, régulièrement, des points dans les étapes volantes et il s'empare, définitivement, de la tête de ce classement, le 29 septembre. La sixième étape apparaît comme la plus importante de l'édition. Alex Cano monte sur le podium provisoire, en terminant premier des favoris. Cependant, il arrive 1 min 10 s derrière Óscar Soliz (avantage qui s'avère, quatre jours plus tard, décisif). Car même si, les jours suivants, Cano réussit à prendre le dessus sur tous les leaders, à aucun moment, il met en difficulté Soliz. Pourtant le directeur sportif, Gabriel Jaime Vélez tente des stratégies comme lors de la huitième étape, où Mauricio Ortega se lance à l'attaque, dans la montée du col de La Línea, pour désagréger le peloton, ce dont profite Alex Cano pour remporter l'étape et éliminer de la course au titre Óscar Sevilla. Pire le dernier jour, le Bolivien s'impose dans le contre-la-montre et éloigne définitivement la menace que représentait Cano.
Le club Orgullo Antioqueño clôt la saison nationale sur cette place de vice-champion du Clásico RCN. En plus, du classement annexe empoché par Jairo Salas et de l'étape remportée par Alex Cano, trois places de deuxième aux arrivées d'étape viennent enjoliver le bilan. Par contre un seul coureur dans les vingt-cinq premiers (Alex Cano), Daniel Jaramillo inexistant (centième finalement) et une huitième place, seulement, au classement par équipes ternissent le résultat d'ensemble.
Même si l'équipe cycliste Aguardiente Antioqueño ne se présente plus officiellement de la saison en Colombie, certains coureurs disputent individuellement des épreuves, souvent de niveau régional. Ainsi, le 12 octobre, dans la localité de El Carmen de Viboral, Juan Diego Ramírez prend sa revanche sur son neveu Alejandro Ramírez qui l'avait battu, dans cette même municipalité, fin juin, lors de la Clásica Trepadores Alto de Boquerón. Là, il dispose de son coéquipier Tito Hernández et d'Alejandro pour remporter la Clásica Trepadores Alto de la Madera, toujours dans la catégorie VTT. Le 20, Carlos Ramírez remporte dans sa ville de résidence, la Clásica de Integración de Supía, devant une faible opposition. Tito Hernández termine encore deuxième, début novembre, de la première étape du Clásico El Colombiano, disputée en critérium. Le lendemain, son coéquipier Jhonatan Ospina en profite pour s'imposer dans le classement des étapes volantes ; Ospina et Hernández achevant l'épreuve dans les dix premiers.
Enfin, huit coureurs, dirigés par Hernán Darío Muñoz, ancien vice-champion de l'épreuve, disputent le Tour du Guatemala 2014 (es). C'est l'ultime compétition de l'année pour la formation et la seconde épreuve UCI America Tour 2014 disputée. À cette occasion, Alex Cano reste motivé et a l'intention de se battre pour le gain de l'épreuve. Même s'il participe à sa dernière course avec le club, après avoir signé avec l'équipe Colombia pour la saison 2015.
Dans le premier secteur (un contre-la-montre de dix kilomètres) de la première étape, les coureurs antioqueños subissent la domination d'Óscar Sevilla ; Alex Cano terminant cinquième. Mais, dès le soir même, Óscar Álvarez précède légèrement le sprint massif du peloton, pour remporter sa première victoire internationale depuis 2006. Deux jours plus tard, Alex Cano s'impose en disposant au sprint du peloton. Le lendemain, il fausse compagnie au leader Sevilla et remporte sa deuxième étape d'affilée. Il lui prend la première place au classement général. Bien qu'Óscar Sevilla s'impose dans l'étape reine, Cano assoit définitivement sa position, lors de la sixième étape, lorsqu'il s'isole en tête avec Francisco Colorado. L'écart, de près de trois minutes, obtenu ce jour-là, lui permet de remporter la 54e édition du Tour du Guatemala, avec 53 s d'avance sur son compagnon d'échappée. En outre, la victoire finale et trois victoires d'étapes, trois autres membres de l'équipe terminent dans les huit premiers, dont Brayan Sánchez, septième et meilleur Espoir de la compétition.

## Effectif
Début décembre 2013, les responsables annoncent avoir défini leurs effectifs. Il y aura onze éléments dans la catégorie Élite et sept coureurs chez les Espoirs.

### Effectif Élite
| Coureur            | Date de naissance | Nationalité | Équipe 2013                                |
| ------------------ | ----------------- | ----------- | ------------------------------------------ |
| Óscar Álvarez      | 09.12.1977        | Colombie    | Aguardiente Antioqueño-Lotería de Medellín |
| Mauricio Ardila    | 21.05.1979        | Colombie    | Aguardiente Antioqueño-Lotería de Medellín |
| Alex Cano          | 13.03.1983        | Colombie    | Aguardiente Antioqueño-Lotería de Medellín |
| Alexis Castro      | 15.10.1980        | Colombie    | Aguardiente Antioqueño-Lotería de Medellín |
| Rafael Montiel     | 28.06.1981        | Colombie    | Aguardiente Antioqueño-Lotería de Medellín |
| Mauricio Ortega    | 22.10.1980        | Colombie    | Aguardiente Antioqueño-Lotería de Medellín |
| Carlos Ospina      | 10.09.1982        | Colombie    | Aguardiente Antioqueño-Lotería de Medellín |
| Alejandro Ramírez  | 15.08.1981        | Colombie    | Aguardiente Antioqueño-Lotería de Medellín |
| Juan Diego Ramírez | 21.07.1971        | Colombie    | Aguardiente Antioqueño-Lotería de Medellín |
| Jairo Salas        | 02.06.1984        | Colombie    | Aguardiente Antioqueño-Lotería de Medellín |
| Jaime Suaza        | 25.09.1986        | Colombie    | Aguardiente Antioqueño-Lotería de Medellín |

### Effectif Espoir
| Coureur                    | Date de naissance | Nationalité | Équipe 2013                                |
| -------------------------- | ----------------- | ----------- | ------------------------------------------ |
| Jáder Betancur (d)         | 28.08.1992        | Colombie    | Aguardiente Antioqueño-Lotería de Medellín |
| José Tito Hernández        | 08.05.1994        | Colombie    | GW Shimano - Envía - Gatorade              |
| Juan Guillermo Montoya (d) | 29.10.1992        | Colombie    | Aguardiente Antioqueño-Lotería de Medellín |
| Jhonatan Ospina            | 18.11.1993        | Colombie    | Aguardiente Antioqueño-Lotería de Medellín |
| Carlos Mario Ramírez       | 26.10.1994        | Colombie    | Aguardiente Antioqueño-Lotería de Medellín |
| Jhon Anderson Rodríguez    | 12.10.1996        | Colombie    | Orgullo Antioqueño                         |
| Brayan Sánchez             | 03.06.1994        | Colombie    | Aguardiente Antioqueño-Lotería de Medellín |
| César Villegas             | 12.12.1992        | Colombie    | Aguardiente Antioqueño-Lotería de Medellín |

## Bilan de la saison

### Calendrier
| Date              | Course                                              | Pays      | Classe | Meilleur coureur       | Classement |
| ----------------- | --------------------------------------------------- | --------- | ------ | ---------------------- | ---------- |
| 19-23/02/2014     | Vuelta al Tolima                                    | Colombie  | CNC    | Carlos Ramírez         | 6e         |
| 13-16/03/2014     | Vuelta Sucre                                        | Colombie  | CNC    | Mauricio Ortega        | Vainqueur  |
| 18-20/03/2014     | Clásica Nacional Alcadía de Anapoima                | Colombie  | CNC    | Rafael Montiel         | 4e         |
| 2-6/04/2014       | Vuelta al Valle del Cauca                           | Colombie  | CNC    | Carlos Ramírez         | 2e         |
| 10/04/2014        | Championnat de Colombie du contre-la-montre espoirs | Colombie  | CN     | Carlos Ramírez         | Vainqueur  |
| 10/04/2014        | Championnat de Colombie du contre-la-montre         | Colombie  | CN     | Jaime Suaza            | 4e         |
| 11/04/2014        | Championnat de Colombie sur route espoirs           | Colombie  | CN     | Jhonatan Ospina        | 4e         |
| 12/04/2014        | Championnat de Colombie sur route                   | Colombie  | CN     | Mauricio Ardila        | 10e        |
| 24-26/04/2014     | Clásica “José María Córdova” de Rionegro            | Colombie  | HC     | Alex Cano              | 4e         |
| 1er/05/2014       | Clásica Ciclística Alcaldía de Supía                | Colombie  | HC     | César Villegas         | Vainqueur  |
| 7-11/05/2014      | Vuelta a Antioquia-FLA 95 años                      | Colombie  | CNC    | Alex Cano              | 3e         |
| 20-23/05/2014     | Clásica Nacional El Carmen de Viboral               | Colombie  | HC     | César Villegas         | 2e         |
| 2-8/06/2014       | Vuelta de la Juventud-Coldeportes                   | Colombie  | CNC    | César Villegas         | 4e         |
| 3-5/07/2014       | Clásica Nacional de Fusagasugá                      | Colombie  | CNC    | Mauricio Ortega        | 3e         |
| 20/07/2014        | Clásica de Girardota                                | Colombie  | HC     | Juan Guillermo Montoya | Vainqueur  |
| 23-27/07/2014     | Clásica Nacional Ciudad de Girardot                 | Colombie  | CNC    | Mauricio Ortega        | Vainqueur  |
| 6-17/08/2014      | Tour de Colombie                                    | Colombie  | 2.2    | Mauricio Ortega        | 4e         |
| 3-7/09/2014       | Vuelta Nacional Marco Fidel Suárez                  | Colombie  | CNC    | Mauricio Ardila        | Vainqueur  |
| 10-14/09/2014     | Vuelta a Boyacá                                     | Colombie  | CNC    | Alex Cano              | 8e         |
| 17-19/09/2014     | Clásica Ramón Emilio Arcila de Marinilla            | Colombie  | HC     | Rafael Montiel         | Vainqueur  |
| 26-09/6-10/2014   | Clásico RCN                                         | Colombie  | CNC    | Alex Cano              | 2e         |
| 25-10/1er-11/2014 | Tour du Guatemala (es)                              | Guatemala | 2.2    | Alex Cano              | Vainqueur  |

### Victoires
Seules les victoires dans une épreuve reconnue par la fédération internationale sont comptabilisés, ici.
| Date        | Course                                              | Pays      | Classe | Vainqueur      |
| ----------- | --------------------------------------------------- | --------- | ------ | -------------- |
| 10/04/2014  | Championnat de Colombie du contre-la-montre espoirs | Colombie  | CN     | Carlos Ramírez |
| 17/08/2014  | 11e étape du Tour de Colombie                       | Colombie  | 2.2    | Jairo Salas    |
| 25/10/2014  | 1re étape secteur B du Tour du Guatemala (es)       | Guatemala | 2.2    | Óscar Álvarez  |
| 27/10/2014  | 3e étape du Tour du Guatemala                       | Guatemala | 2.2    | Alex Cano      |
| 28/10/2014  | 4e étape du Tour du Guatemala                       | Guatemala | 2.2    | Alex Cano      |
| 1er/11/2014 | Classement général du Tour du Guatemala             | Guatemala | 2.2    | Alex Cano      |

### Classement UCI
L'équipe Aguardiente Antioqueño - IDEA - Lotería de Medellín n'étant pas affiliée à l'UCI, ne participe pas à l'UCI America Tour 2014. Cependant individuellement, les résultats des coureurs de la formation, dans les épreuves du circuit continental, sont comptabilisés. Ainsi, Alex Cano termine au quatorzième rang et premier d'entre eux.
| Rang | Coureur         | Points |
| ---- | --------------- | ------ |
| 14   | Alex Cano       | 82     |
| 112  | Carlos Ramírez  | 26     |
| 141  | Mauricio Ortega | 20     |
| 285  | Óscar Álvarez   | 8      |
| -    | Jairo Salas     | 8      |
| 316  | Brayan Sánchez  | 6      |
| 352  | Rafael Montiel  | 5      |